# 4 octobre 1959
Le dimanche 4 octobre 1959 est le 277e jour de l'année 1959.

## Naissances
- Abdourahamane Soilihi, personnalité politique français
- Bruce Holbert, écrivain américain
- Chris Lowe, musicien anglais
- Denis Mercier, général d'armée aérienne, chef d'état-major de l'Armée de l'air
- Francesco De Angelis, politicien italien
- Harry Jansson, homme politique finnois
- Hitonari Tsuji, poète, écrivain, réalisateur, compositeur et chanteur de rock japonais
- Laus Steenbeeke, acteur néerlandais
- Moses Effiong, footballeur nigérian
- Patxi López, politicien espagnol
- Ricardo Cardoso Guimarães, journaliste brésilien
- Sandy Marton, chanteur croate
- Tony Meo, joueur de snooker britannique
- Valérie Fourneyron, femme politique française

## Décès
- Ernest Diosi (né le 4 avril 1881), sculpteur français
- Frederick Simon Bodenheimer (né le 6 juin 1897), entomologiste israélien
- Milt Banta (né le 16 septembre 1908), scénariste américain

## Événements
- Lancement de la sonde soviétique Luna 3.
- Début de la série télévisée américaine Denis la petite peste